# Лаврич, Клемен
Кле́мен Ла́врич (словен. Klemen Lavrič; род. 12 июня 1981, Трбовле, СФРЮ) — словенский футболист, нападающий.

## Клубная карьера
Начал свою карьеру в «Рударе». За клуб дебютировал в матче против «Белтинци». Свой первый гол забил в ворота «Коротана». В матче против «Дравограда» за три минуты оформил дубль. В матче против «Триглавы» оформил хет-трик. Всего за клуб сыграл 98 матчей, где забил 29 мячей.
Сезон 2002/03 и начало сезона 2003/04 провёл в «Хайдуке». Остаток сезона 2003/04 провёл в «Интере».
1 июля 2004 года перешёл в «Динамо Дрезден». За команду дебютировал в матче против «Дуйсбурга», где забил гол и отдал голевой пас. В матче против трирского «Айнтрахта» оформил дубль. 12 декабря 2004 года в матче против «Рот-Вайсс Эрфурт» забил ударом через себя в падении. Позже этот гол по версии программы Sporstchau (телеканал Das Erste) стал лучшим голом 2004 года. В матче против трирского «Айнтрахта» оформил хет-трик. Всего за «Динамо Дрезден» сыграл 32 матча, где забил 18 мячей.
1 июля 2005 года перешёл за миллион евро в «Дуйсбург». За клуб дебютировал в матче против «Штутгарта». Свой первый гол забил в кубке Германии в ворота футбольного клуба «Вольфсбург II». В матче против «Байера» оформил дубль. В конце февраля 2008 года главный тренер «Дуйсбурга» Рудольф Боммер отстранил игрока от игр за просьбу выставлять его в стартовый состав и сказал, что он больше в этом сезоне не сыграет. Однако в конце сезона он сыграл в 4 матчах Бундеслиги. Всего за Дуйсбург сыграл 74 матча, где забил 22 мяча.
1 июля 2008 года перешёл в «Омия Ардия». За клуб дебютировал в матче против «Джубило Ивата». Свой первый гол забил в ворота «Хоккайдо Консадоле Саппоро». Всего за клуб сыграл 23 матча, где забил 6 мячей.
31 августа 2009 года перешёл в «Штурм». За клуб дебютировал в матче против «Тироля» в кубке Австрии, где забил гол. В матче против «Маттерсбурга» оформил хет-трик. Матч против «Аустрии» пропустил из-за перебора жёлтых карточек. Всего за «Штурм» сыграл 35 матчей, где забил 12 мячей.
1 июля 2010 года из-за конфликта с руководством покинул «Штурм» и 31 января 2011 года присоединился к «Санкт-Галлену». За клуб дебютировал в матче против футбольного клуба «Грассхоппер», где забил гол. Всего за «Санкт-Галлен» сыграл 13 матчей, где забил гол. По мнению швейцарской газеты «Blick», Клемен был «жирдяем» из-за лишнего веса, хотя индекс массы тела у него на тот момент был нормальным для его данных.
1 июля 2011 года перешёл в «Карлсруэ». За команду дебютировал в матче против «Дуйсбурга», где забил гол и отдал голевой пас. Матч с «Гройтер Фюрт» пропустил из-за перебора жёлтых карточек. В матче против футбольного клуба «Ингольштадт 04» забил гол и отдал две голевых передачи. Всего за «Карлсруэ» сыграл 35 матчей, где забил 6 мячей и отдал 5 голевых передач.
15 октября 2013 года перешёл в «Капфенберг». За клуб дебютировал в матче против «Хорна». Свой последний матч в карьере сыграл против футбольного клуба «Райндорф Альтах», где получил две жёлтых карточки.
1 июля 2014 года завершил свою карьеру.

## Карьера в сборной
За молодёжные сборные Словении сыграл 49 матчей, где забил 10 мячей. За сборную Словении дебютировал 31 марта 2004 года в матче против Латвии. Свой первый гол забил в ворота Молдовы. В матче против Люксембурга оформил дубль. Свой последний матч за «парней» сыграл против Дании. Всего за сборную Словении сыграл 25 матчей, где забил 6 мячей.

### Голы за сборную
| # | Дата             | Встреча                              | Противник  | Счёт | Результат | Соревнование |
| - | ---------------- | ------------------------------------ | ---------- | ---- | --------- | ------------ |
| 1 | 8 сентября 2005  | Зимбру, Кишинёв, Молдова             | Молдова    | 1:1  | 2:1       | ОЧМ 2006     |
| 2 | 11 октября 2006  | Динамо, Минск, Беларусь              | Беларусь   | 2:1  | 2:4       | ОЧЕ 2008     |
| 3 | 7 февраля 2007   | Спортивный Парк, Домжале, Словения   | Эстония    | 1:0  | 1:0       | ТМ           |
| 4 | 8 сентября 2007  | Жози Бартель, Люксембург, Люксембург | Люксембург | 1:0  | 3:0       | ОЧЕ 2008     |
| 5 | 8 сентября 2007  | Жози Бартель, Люксембург, Люксембург | Люксембург | 3:0  | 3:0       | ОЧЕ 2008     |
| 6 | 12 сентября 2007 | Арена Петрол, Целе, Словения         | Беларусь   | 1:0  | 1:0       | ОЧЕ 2008     |

## Достижения

### Клубные
- Обладатель Кубка Австрии: 2009/10

### Личные
- Автор лучшего гола декабря 2004 года[нем.] по версии программы Sporstchau[англ.] (телеканал Das Erste)[9]
- Автор лучшего гола 2004 года[нем.] по версии программы Sporstchau[англ.] (телеканал Das Erste)[9]